# سازوی رنگ‌پریده
سازوی رنگ‌پریده (نام علمی: Juncus pallidus) نام یک گونه از سرده سازو است.